# Raffaele Storti
Raffaele Costa Storti (* 19. prosince 2000, Lisabon) je ragbista hrající na pozici křídla za portugalskou reprezentaci a od sezony 2024/25 za francouzský klub Stade Francais. V předešlé sezoně položil ve druhé nejvyšší francouzské lize jako hráč Béziers nejvíce pětek (21).
Na MS 2023 pomohl dvěma pětkami proti Gruzii uhrát remízu 18:18 a jednou pětku proti Fidži pomohl své zemi poprvé v historii v zápase světového šampionátu připsat si vítězství. Reprezentační premiéru zažil v roce 2019 proti Brazílii. Jeho otec má italský původ. Vystudoval školu ohledně průmyslového inženýrství a managementu.